# Ophiobyrsella
Ophiobyrsella är ett släkte av ormstjärnor. Ophiobyrsella ingår i familjen skinnormstjärnor.
Kladogram enligt Catalogue of Life:
| Ophiobyrsella | \| \| Ophiobyrsella erinaceus \| \| \| \| \| \| Ophiobyrsella intorta \| \| \| \| |
|               | \| \| Ophiobyrsella erinaceus \| \| \| \| \| \| Ophiobyrsella intorta \| \| \| \| |
|               | Astrogeron                                                                        |
|               |                                                                                   |
|               | Astrogymnotes                                                                     |
|               |                                                                                   |
|               | Neoplax                                                                           |
|               |                                                                                   |
|               | Ophioblenna                                                                       |
|               |                                                                                   |
|               | Ophiobrachion                                                                     |
|               |                                                                                   |
|               | Ophiobyrsa                                                                        |
|               |                                                                                   |
|               | Ophiocanops                                                                       |
|               |                                                                                   |
|               | Ophiogeron                                                                        |
|               |                                                                                   |
|               | Ophiohyalus                                                                       |
|               |                                                                                   |
|               | Ophiohymen                                                                        |
|               |                                                                                   |
|               | Ophioleptoplax                                                                    |
|               |                                                                                   |
|               | Ophiolycus                                                                        |
|               |                                                                                   |
|               | Ophiomyxa                                                                         |
|               |                                                                                   |
|               | Ophiophrixus                                                                      |
|               |                                                                                   |
|               | Ophioschiza                                                                       |
|               |                                                                                   |
|               | Ophiosciasma                                                                      |
|               |                                                                                   |
|               | Ophioscolex                                                                       |
|               |                                                                                   |
|               | Ophiosmilax                                                                       |
|               |                                                                                   |
|               | Ophiostiba                                                                        |
|               |                                                                                   |
|               | Ophiostyracium                                                                    |
|               |                                                                                   |
|               | Ophiosyzygus                                                                      |
|               |                                                                                   |
|               | Ophiothrixus                                                                      |
|               |                                                                                   |
|               | Ophiobyrsella erinaceus                                                           |
|               |                                                                                   |
|               | Ophiobyrsella intorta                                                             |
|               |                                                                                   |

|  | Ophiobyrsella erinaceus |
|  |                         |
|  | Ophiobyrsella intorta   |
|  |                         |